# Tűzvonalban (televíziós sorozat)
A Tűzvonalban magyar akció, krimi televíziós filmsorozat. 2007 és 2010 között került adásba először.

## Alaptörténet
Bordás Attila kommandós őrnagyot (Stohl András) egy balul sikerült túszszabadítási akciót követően alacsonyabb beosztásba helyezik; őrsparancsnok lesz az Angyalföld egyik eldugott szegletében található nyolcas körzetben. Bordás számára fokozatosan válik világossá, hogy „kirúgásához” teljesen más okok vezettek, és a múltjában történtek szoros összefüggésben állnak azzal a titokzatos férfival, akit húsz éve próbálnak likvidálni a világ vezető titkosszolgálatai.
A sorozat mottója végigkíséri a történeteket: Senki sem az, akinek látszik.

## A tévésorozat készítése
Első körben tizenhét rész készült el, majd egy 20 részes második évadra érkezett megrendelés (ezeket az epizódokat továbbra is folytatólagosan számozzák; egyes epizódok Éjszakai szolgálat – Tűzvonalban címen futnak). A harmadik évad 2009 januárjától került a képernyőre, kétszer tíz résszel, két nagy témára felépítve.
A sorozat első évada 2009 áprilisában megjelent DVD-n.
Az MTV 2009 májusában bejelentette, hogy a sorozatot anyagi források híján egyelőre nem folytatják, a hírre reagálva azonban a rajongók rögtön internetes petícióba kezdtek.
2009. decemberi hír, hogy a közszolgálati televíziók támogatásának megváltoztatása következtében a sorozat a Duna Televízión folytatódhat. 2010 januárjában kiderült az is, hogy a Duna TV által rendelt negyedik évad 12 epizódos lesz, a forgatás pedig még a tavasszal elkezdődik. A képernyőre 2010 augusztusában került. Stohl András ittas balesete miatt azonban Bordást kihagyták a sorozat negyedik évadjának második feléből.
A negyedik évad utolsó epizódját követően a sorozat vezető forgatókönyvírója azt írta hivatalos honlap fórumán, hogy nem szándékozik tovább folytatni a történetet, bár ennek ellenére vannak tervek az 5. évad történetéről.

## Vetítési időpontok
A sorozatot 2007. szeptember 9-én kezdte vetíteni a Magyar Televízió. A 17 részes első évad epizódjait az m1 csatornán vasárnap 19.55-kor sugározták december 30-ig, a 20 részes második évadot folytatólagosan sugározták 2008. január 6-tól június 1-ig szintén vasárnaponként 19.55-kor, a 2x14. résztől kezdve már 21.00-kor, ezeket az epizódokat keddenként késő este ismételték, a szintén 20 részes harmadik évadtól pedig 2009. január 9-től, május 29-ig péntekenként 21.10-kor sugározták. 2009. június 2-ától hétköznap késő esténként megismételték az m1-en az összes epizódot, csakúgy, mint 2010. január 4-től, hétköznaponként 21.15-től és 01.15-től az m2-n. A 12 részes negyedik évadot a Duna TV-n péntekenként ("Az igazság ára" című epizódot a péntekre eső augusztus 20-i ünnep miatt szombaton) 21.05-től vetítették 2010. augusztus 6-ától október 29-ig, az epizódokat 2010. augusztus 9-től, hétfőnként 21.00-től ismételték.
2010. augusztus 14-től, szombatonként 21.15-től a Duna II Autonómia (most Duna World) is elkezdte vetíteni a negyedik évadot, amit 2010. augusztus 16-tól, hétfőnként 03.15-től ismételt meg. Ugyanez a csatorna, ugyanezt az évadot 2011. január 3-tól, hétfőnként, szerdánként és péntekenként 21.00-től ismét leadta. 2011. június 9-től szeptember 1-ig, csütörtökönként 21.10-től az m1 is vetítette a negyedik évadot. A Duna World 2013. március 2. és 2014. június 28. között szombat esténként, vasárnap hajnali ismétléssel leadta a teljes sorozatot, 2015. január 9. és március 14. között hétköznaponként 04.00-tól ismét vetítette, de akkor csak az 1. évad 1. részétől a 3. évad 10. részéig adta le. 2016. június 13-tól hétfőtől szombatig 22.00-tól, később 23.55-től ismét műsorra tűzte, ezúttal a teljes sorozatot, csakúgy, mint 2017. augusztus 31-től hétköznaponként 21.35-től.

## Szereplők

### Rendvédelmi szereplők
| Szerep     | Sorozatbeli teljes neve | Rendfok.                      | Színész               | Évad                              |
| ---------- | ----------------------- | ----------------------------- | --------------------- | --------------------------------- |
| Alter      | Vida Péter              | százados/őrnagy               | Bede-Fazekas Szabolcs | 1–2. évad és 4. évad              |
| Béka       |                         | törzszászlós                  | Gerner Csaba          | 1. évad                           |
| Bokros     | Bokros Károly           | vezérőrnagy                   | Barbinek Péter        | 2 évad vége és 3–4. évad          |
| Bordás     | Bordás Attila           | őrnagy/ezredes                | Stohl András          | 1–4. évad (4. évad feléig)        |
| Herceg     | Schönherz Mária Anna    | ezredes                       | Csoma Judit           | 1–4. évad                         |
| Johnny     | Kovalik János           | zászlós                       | Bajomi Nagy György    | 1–4. évad                         |
| Juli       | Balogh Júlia            | törzszászlós                  | Kéri Kitty            | 2–4. évad (2 évad felétől)        |
| Kálmán bá' | Kőrösi Kálmán           | főtörzsőrmester               | Hollósi Frigyes       | 1–4. évad                         |
| Kolonics   | Kolonics Dénes          | dandártábornok                | Jordán Tamás          | 1–4. évad                         |
| Kriszta    | Kende Krisztina         | törzsőrmester/főtörzsőrmester | Juhász Réka           | 1–4. évad                         |
| Mike       | Hajdú Miklós            | százados                      | Schmied Zoltán        | 1–4. évad                         |
| Miklós     | Pálik Miklós            | törzsőrmester                 | Rázga Miklós          | 3. évad és 4. évad eleje          |
| Miller     | Miller István           | százados                      | ifj. Fillár István    | 2. évad                           |
| Móricz     | Móricz László           | főhadnagy                     | Cserna Antal          | 1–4. évad                         |
| Norbert    | Ilcsik Norbert          | százados                      | Pindroch Csaba        | 3. évad                           |
| Otyó       | Oltós János             | őrmester                      | Varju Kálmán          | 1–4. évad                         |
| Pircsi     | Szabó Piroska           | őrmester/törzsőrmester        | Hábermann Lívia       | 1–4. évad                         |
| Somogyi    | Somogyi József          | főhadnagy                     | Bank Tamás            | 2. évad                           |
| Stenonis   | Heinze Károly           | ezredes                       | Gáspár Sándor         | 4. évad                           |
| Szabó      | Szabó Gergely           | ezredes                       | Trokán Péter          | 1–2. évad és 3. évad eleje        |
| Szivar     | Deme Nóra               | őrmester                      | Zeck Juli             | 1. évad és epizódszerepek 2. évad |
| Vidocq     | Zsigmond Károly Mátyás  | ezredes                       | Blaskó Péter          | 3–4. évad                         |
| Zsolnai    |                         | zászlós                       | Szigeti Imre          | 1. évad                           |
| Zsuzsa     | Dr. Szentkuthy Zsuzsa   | őrnagy                        | Varga Gabriella       | 1–2. évad és epizódszerep 3. évad |

### Alvilági szereplők

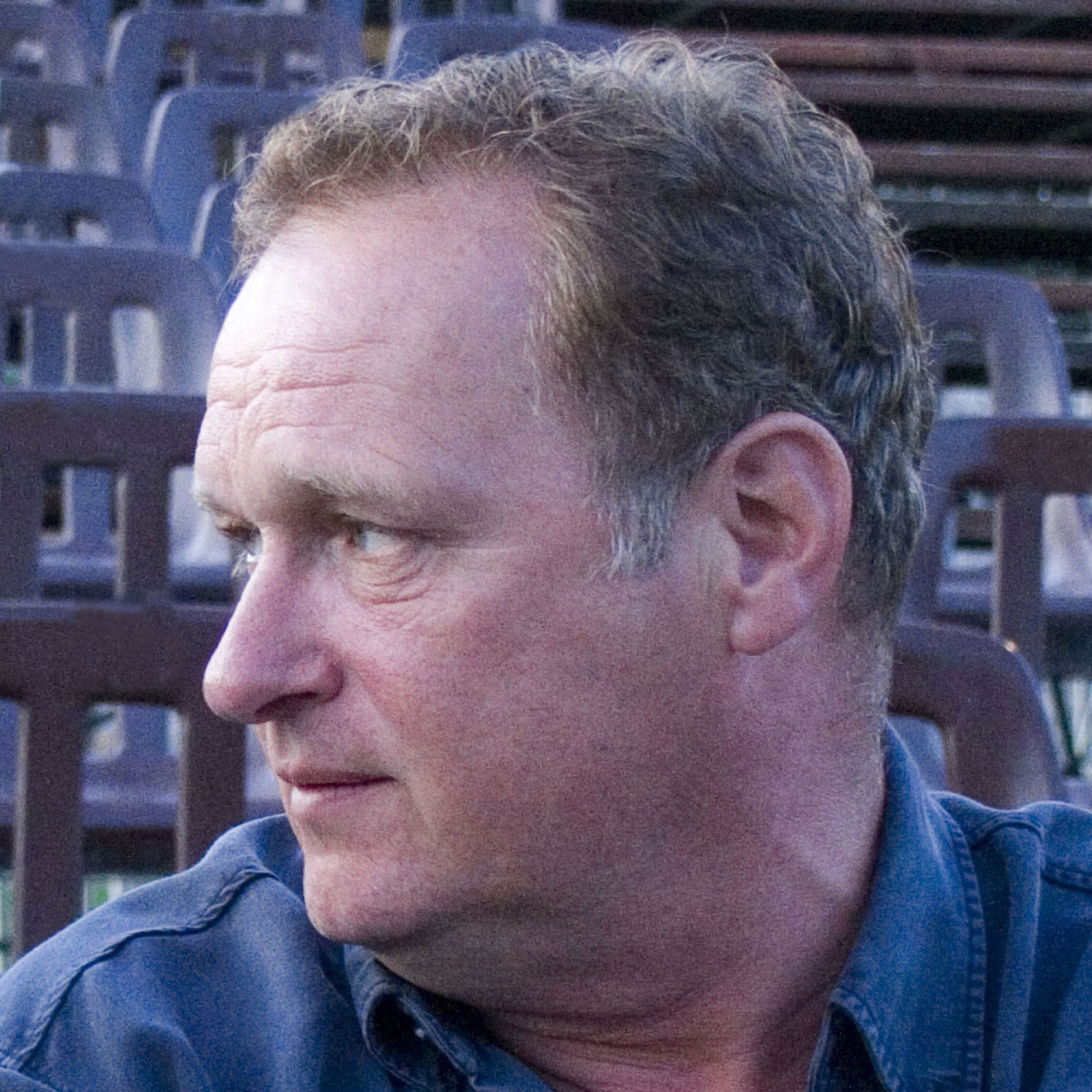
Malek szerepét Balikó Tamás alakította

| Szerep                        | Színész                       |
| ----------------------------- | ----------------------------- |
| Aczél                         | Kárász Zénó                   |
| Ari                           | Zágoni Zsolt                  |
| Ági                           | Fazekas Júlia                 |
| Bakos ('Sunyika')             | Tzafetás Roland               |
| Bálint                        | Sárközi József                |
| Boban                         | Katkó Ferenc                  |
| Yoshi Czimmermann             | Kovács Lajos                  |
| Demsa Péter                   | László Zsolt                  |
| Gulyás                        | Sághy Tamás                   |
| dr. Jana Kovac                | Egri Márta                    |
| Janek                         | Pletl Zoltán                  |
| János                         | Rajkai Zoltán                 |
| Kocsis András százados        | Krízsik Alfonz                |
| Lacroix                       | Nádasi László                 |
| Lajos                         | Balogh János                  |
| Légiós                        | Vidákovics Szláven            |
| Lucky                         | Bicskey Lukács                |
| Madár                         | Fenyvesi Mihály               |
| Maier Gábor ('Szálka')        | Durkó Zoltán / Tumbász József |
| Malek                         | Balikó Tamás                  |
| dr. Mándoki Erika             | Xantus Barbara                |
| Medve                         | Barabás Béla                  |
| Mészáros András               | Bródy Norbert                 |
| Mészáros László               | Zöld Csaba                    |
| Milán                         | Varga Gábor                   |
| Mókus                         | Egri Bálint                   |
| Nikolaj Gajdujev              | ifj. Jászai László            |
| Nikolaj Vaszjunyin            | Galkó Bence                   |
| Nikosz                        | Anger Zsolt                   |
| Olasz                         | Galler András                 |
| Ottó                          | Zámbori Soma                  |
| Ottó baba                     | Szakács Tibor                 |
| Dr. Pálinger Endre ('Mester') | Czene Csaba                   |
| Pálingerné Ágota              | Nagy Enikő                    |
| ál-Papa                       | Lőte Attila                   |
| Pierre                        | Kerekes József                |
| Pista                         | Kelemen István                |
| Pók                           | Horváth Sebestyén Sándor      |
| Sajdik                        | Kálloy Molnár Péter           |
| Savigni                       | Dunai Tamás                   |
| Sofőr                         | Kokics Péter                  |
| Stirlitz                      | Menszátor-Héresz Attila       |
| Stjepan Ignatyenko            | Bregyán Péter                 |
| Szabó Viktor ('Sandokan')     | Pavletits Béla                |
| szekrényes                    | Győri András Botond           |
| Takács Károly                 | Háda János                    |
| dr. Tálas                     | Galbenisz Tomasz              |
| Tobi                          | Földi László                  |
| Török                         | Ficzere Béla                  |
| Viola                         | Lengyel Ferenc                |
| Yuri Savarov                  | Szűcs Lajos                   |
| Zlatko                        | Karácsonyi Zoltán             |

### Egyéb szereplők
| Szerep                      | Filmbeli szerepük                                    | Színész              |
| --------------------------- | ---------------------------------------------------- | -------------------- |
| Aranka (Judit)              | NBH-ügynök                                           | Máhr Ágnes           |
| Áron                        | betörő, Kálmán informátora                           | Porogi Ádám          |
| Bözsike                     | Móricz édesanyja                                     | Czakó Klára          |
| Cintia                      | örömlány                                             | Sipos Eszter Anna    |
| Czimmermann Anita           | Yoshi lánya, Johnny kedvese                          | Kovács Vanda         |
| Demsa Denise                | Demsa lánya                                          | Eke Angéla           |
| Elek                        | technikus, Herceg beépített embere                   | Bernáth Dénes        |
| Forgách Petra               | Anita barátnője                                      | Dion Marianna        |
| Galambos Erika              | Bordás felesége                                      | Szávai Viktória      |
| Garami                      | nyomozó a kábszerosztályon                           | Majzik Edit          |
| Gyula                       | a Dühös tulajdonosa                                  | Ujlaki Dénes         |
| Harmath Kornélné            | Eszter, a drogos lány anyja                          | Gór Nagy Mária       |
| Dr. Havas                   | az Infóvadász szoftver vezetője                      | Bárdy György         |
| Hegedűs                     | a Duna TV vezetője                                   | Endrődi Krisztián    |
| Helga                       | ukrán nő                                             | Timkó Eszter         |
| Hosszú                      | informátor                                           | Bese Sándor          |
| Ilonka néni                 | újságos                                              | Andai Györgyi        |
| Irina                       | orosz titkosszolgálat                                | Sztankay Orsolya     |
| Janika                      | elmebeteg                                            | Ruszina Szabolcs     |
| Károlyi százados            | kerületi nyomozó                                     | Szinovál Gyula       |
| Kékesi főhadnagy ('Pötyi')  | rendőr a kábítószerosztályon                         | Csala József         |
| Kende Zoltán                | Kriszta öccse                                        | Dénes Viktor         |
| Dr. Kirner Sándor           | ügyvéd                                               | Quintus Konrád       |
| Kitti                       | Denise barátnője                                     | Páder Petra          |
| Dr. Kovalik                 | Johnny apja                                          | ifj. Ujlaky László   |
| Kőrösi Edit                 | Kálmán bá' lánya                                     | Takáts Andrea        |
| Kuti százados               | ügyészség                                            | Lázár Balázs         |
| Lackó                       | Bordás kisfia                                        | Gerő Bence           |
| Lea                         | hipnotizőr, Yoshi embere                             | Tóth Ildikó          |
| Lovász                      | informátor                                           | Kiss Jenő            |
| Mara                        | örömlány                                             | Dr. Baracsi Katalin  |
| Mátyás Éva                  | Mike barátnője                                       | Gregor Bernadett     |
| Mátyus                      | NBH-ügynök                                           | Szabó Sipos Barnabás |
| megfigyelő                  | titkosszolga                                         | Fazekas István       |
| Németh Renáta               | az Infóvadász szoftver programozója                  | Bacsa Ildikó         |
| Nikola Maric                | magyar származású szerb üzletember                   | Oberfrank Pál        |
| Pepe                        | Otyó rokona                                          | Kovács Etele         |
| Pillinger Norbert           | kommandós                                            | Kálid Artúr          |
| Primer Márta (Tanonc)       | hipnotizált lány                                     | Gáspár Kata          |
| Primerné                    | Márta, a hipnotizált lány anyja                      | Bordán Irén          |
| Rózsahegyi Alex             | nyugalmazott bíró, a „Rózsahegyi-dokumentum” gazdája | Keres Emil           |
| Sanyi (Zakariás Sándor)     | Anita volt élettársa                                 | Urbán Tibor          |
| Sándor Katalin              | Imola, az elrabolt lány anyja                        | Wertig Tímea         |
| Schultz úr                  | magyar származású osztrák ember                      | Cs. Németh Lajos     |
| Dr. Soltész Gábor           | NBH-ügynök                                           | N. Szabó Sándor      |
| Stróman Henrik              | Lucky kaszinójának üzletvezetője                     | Incze József         |
| Szabó Klára                 | a BRFK informatikusa, Móricz (volt) barátnője        | Horváth Lili         |
| Szekeres                    | NBH-ezredes                                          | Molnár Csaba         |
| Szvetlana (Olga Korrupkó)   | vesére váró orosz prostituált                        | Kántor Judit         |
| Takáts Eszter/Kolossy Mária | drogos lány/Eszter ikertestvére                      | Tenki Réka           |
| Vanda                       | örömlány, Alter pártfogoltja                         | Labancz Lilla        |
| Vári József százados        | túsztárgyaló                                         | Urmai Gábor          |
| Dr. Végvári Andrea          | ügyvéd, később Móricz barátnője is                   | Szalay Kriszta       |
| Winkler/Kővári              | rendőr a kábítószerosztályon/NBH főhadnagy           | Lux Ádám             |

## Nézettség
A sorozat első tíz epizódját átlagosan 750 ezer néző látta. Ebben az idősávban, azaz vasárnap este 8 és 9 között a televíziózóknak mintegy 15%-át ültette a tévé elé. Ez később körülbelül 650 ezres nézőszámon és 12%-os részesedésen stabilizálódott.

## Díjak
A sorozat díjat nyert a moszkvai DetectiveFEST detektívfilm és törvényvédő tematikájú televíziós műsorok nemzetközi fesztiválján. A fesztiválra a Magyar Televízió a Tűzvonalbant jelölte, és a Pók hálójában című epizódjával el is nyerte a díjat.

## Epizódok
| Évad | Epizódok | Első sugárzás       | Első sugárzás      | Adó     |
| Évad | Epizódok | Évadkezdet          | Évadbefejezés      | Adó     |
| ---- | -------- | ------------------- | ------------------ | ------- |
| 1    | 17       | 2007. szeptember 9. | 2007. december 30. | m1      |
| 2    | 20       | 2008. január 6.     | 2008. június 1.    | m1      |
| 3    | 20       | 2009. január 9.     | 2009. május 29.    | m1      |
| 4    | 12       | 2010. augusztus 6.  | 2010. október 29.  | Duna TV |

## Érdekességek
- Az első évad utolsó epizódjaiban Stohl András azért játszott begipszelt lábbal és mankóval, mert az egyik jelenet forgatásánál rosszul lépett, ezért a lábában elszakadt az Achilles-ín, emiatt a forgatókönyvírók átírták a szerepét olyanra, amiben begipszelt lábbal és mankóval kellett játszania.[14]
- Vannak színészek, akik több epizódban is feltűnnek, de más szerepben: Csala József az 1. és 2. évadban a kábítószerosztály egyik rendőrét, Kékesi főhadnagyot (beceneve: Pötyi) alakította, a 4. évad 9. részében egy képviselőt játszik, aki a Duna TV stúdiójában beszélget Pircsivel; Czene Csaba a 2. évad 10. részében egy gázsprével felszerelt járókelőt alakít, a 4. évad néhány részében meg egy Pálinger Endre nevű parafenomént, aki az epizódok főgonosza; Kárász Zénó az 1. évad 5. részében egy Takács Jenő nevű részeges férfit alakít, a 3. évadtól pedig Aczél néven játssza az egyik alvilági szereplőt; Lux Ádám a 2. évadban egy Winkler nevű kábítószerosztályon dolgozó rendőrt játszik, a 3. évad 1. részében meg egy NBH századost, akit Kővárinak hívnak.
- A Csoma Judit által alakított Herceg szerepét eredetileg férfi szerepként akarták megírni, végül a sok férfi szereplő miatt a női szereplő mellett döntöttek. (Korábban a Kisvárosnál is ugyanez történt).
- Ifj. Fillár István ebben a sorozatban is egy VPOP századost alakít, ugyanúgy, mint korábban a részben Pajer Róbert által rendezett Kisváros című sorozatban, ráadásul a 2x14. részben 34:08-nál, amikor jön kifelé az őrsről, összetalálkozik Hollósi Frigyessel, aki megkérdezi tőle, hogy "Nem ismerjük mi valahonnét egymást?".
- Az egyik alvilági szereplőt, Maier Gábort („Szálka”) az első és második évadban Durkó Zoltán játssza, a harmadik évadban viszont szerepét valamiért Tumbász József veszi át.
- A sorozat készítése közben egyik alkalommal két színész éppen jelenetben volt az utcán, mikor az egyik házból kirohan egy nő, hogy jöjjenek, mert a Józsi megint veri a feleségét. Mindenki nézi a forgatókönyvet. Ilyen nincs is benne, mi ez? Mint kiderült a nő azt hitte, hogy igazi rendőrök sétálnak az utcán.[15]
- A 4. évad epizódjainak elejénél a "4. évad" helyett D/1. évad van kiírva. A "D" betűvel a Duna TV-t rövidítették. Így akarták felhívni a nézők figyelmét arra, hogy ez az első olyan évada a sorozatnak, amit a Duna TV készített.
- A Hódmezővásárhelyhez tartozó Új-Kishomokon Bordás, Kovalik és Hosszú nevű utcák találhatók, amik ráadásul egymásból nyílnak.[16] Bár arról nincs infó, hogy ezek az utcák a sorozat miatt kapták-e a nevüket.

## Bakik
| Baki | Baki |
| ---- | --- |
| 1x01 | Az 1. rész (1x01) közepén Alter törzszászlósként jelentkezik Bordásnál, miközben az egyenruhája váll-lapján három csillag van, amely főtörzszászlósi rendfokozatot jelez. Altert általában törzszászlósként szólítják, pl. az 1x05. részben körülbelül 11:30-nál Bordás is, illetve az 1x06 részben körülbelül 46:15-nél Gergő is, az 1x07. részben körülbelül 43:15-nél újra Bordás, amikor Mike-kal beszélget. Krisztát is szólítják őrmesternek, pl. az 1x05. részben körülbelül 47:25-nél Móricz, kétszer is. Kb. 8:40-nél Bordás kavargatni kezdi a kávéját, miközben előtte vallotta be, hogy cukor nélkül issza, és tejet vagy édesítőt sem tett bele. Kb. 34:20-nál Móricz is és az állomány is sapka nélkül szalutál, holott Móricz minden apró szabályt betartat. Bordás az egészet végignézi, és nem szól. |
| 1x02 | Az 1x02. részben 26:00-nál Bordás walkie-talkie-n kéri meg Johnnyt, hogy szóljon Szivarnak, de Johnny közli, hogy be ment Móriczhoz, de véletlenül Móriczot hadnagyként nevezi meg. Körülbelül 40:27-nél Bordás, Alter és Szivar kimennek begyűjteni a táskatolvaj társát, aki motorral elhajtott. Az egyik pillanatban az épület első emeletén Bordásék mögött áll három ember, a másik pillanatban már egy sem. körülbelül 29:49-nél Bordás mondja Gergőnek, hogy csupán halvány elképzelései vannak a szabadságról, holott épp most volt pár hónapig felfüggesztve. |
| 1x03 | A 3. rész (1x03) elején Bordás őrnagy megérkezik a rendőrőrshöz autóval, leparkol nem messze a bejárattól, de amikor két perc múlva kilép az ajtón, és elindul gyalog az utcán, az autója már nincs a helyén. |
| 1x04 | Az 1x04. részben körülbelül 45:50-nél Bordást követi és megelőzi egy szürke autó KKF-808 rendszámmal. Bordás erre mondja magában: "Mike, ha te vagy az, szétütöm a szádat". Később kiderül, hogy Mike autójának ez a rendszáma (látszik pl. a 2x02. részben mintegy 22:27-nél). Furcsa, hogy Bordás nem ismeri legjobb barátja és kollégája autójának rendszámát. |
| 1x05 | Az 1x05. részben mintegy 33:00-nál Takács Jenő (Jenci) látható, míg később ugyanez az ember a "Papa" ügy kapcsán már Aczél néven fut. Jenci az az alkoholista, aki miatt lakossági bejelentés érkezett Móriczhoz, aki aznap este-éjjel az ügyeletes volt, így ki is küldte Pircsit és Krisztát a helyszínre a Bozót utca 44-be (körülbelül 30:35-nél). Kb. 37:00-nál Pircsi már a Bokor 44-be kér erősítést. Amikor éjjel Bordás megérkezett, körülbelül 35:20-nál Móricz jelenti, hogy esemény nem történt. Móricz aznap éjjel Kálmánnal beszélget, miközben kiderül, hogy Móricz 4 éve dolgozik ezen az őrsön. Érdekes, hogy Kálmán aznap este kérdezi meg tőle, hogy van-e gyereke (4 év után). Móricz Kb. 49:50-nél őrmesternek szólítja a törzsőrmesteri rangban lévő Kende Krisztát. |
| 1x06 | Az 1x06. részben nagyjából 43:48-nál Bordás odaadja a névjegyét Eszternek, a drogos lánynak. A névjegyen "Piac utcai Rendőrőrs" szerepel. (Pl. az 1x03. részben 26:07-nél, amikor Erika kimegy az épületből, Móricz pedig utánanéz, a falon lévő táblán "Mosoly őrs" szerepel.) Bordás a közeli kamerán a pizzásdoboz mellé teszi le a névjegyét, és rá a tízest, a távoli kamerán mindez már a pizzásdoboz előtt van. Az epizód végén, amikor a Eszter várja az anyját a metrónál, a háttérben jön egy fehér pulóveres molett nő a kamera irányába. Az óra ekkor 8:02-t mutat. A nő végül 8:46-kor halad el Eszter mellett. |
| 1x07 | Az 1x07. részben körülbelül a 27. percnél Bordás gyanakodva figyeli Alter Péter István adatlapját, amin az szerepel, hogy 1967-ben született, míg az 1x10. rész bevezetőjében kb. a 30. másodpercnél Alter Péter (már nem István) temetésén a fejfáján 1970 szerepel. Alter egyébként hol NBH-s, hol a titkosszolgálat embere: Bordás szerint az 1x11. részben kb. 20:50-nél, amikor Zsuzsával Kolonics múltjáról beszélgetnek, nagyon nem mindegy, hogy valaki NBH-s vagy titkosszolgálatis. Később Alter kapcsán a kettő teljesen összemosódik. Alter lakhelyének irányítószáma 1019, ami nem létező irányítószám, mindenesetre az 1. kerületben nincsenek panelházak. Kb. 21:01-nél Móricz és Bordás éppen szállnak be a járőrautóba, miközben a megfigyelő monitorján látjuk az eseményeket: 2007. július 26. 16:10 percet mutat, miközben valójában reggel 8-9 óra között történnek az események (a dátum egyébként helyesnek mondható az előző megfigyelő-monitoros jelenethez képest, ami az 1x04. részben kb. 32:54-nél volt, amikor 2007. július 15-e volt a dátum). 23:06-nál amikor Bordás és Móricz elmennek Eszter szüleinél vannak, akkor Bordás azt mondja, hogy a Piac utcai rendőrőrsről jöttek. Kb. 29:38-nál Móricz édesanyjának karórája kb. 4:00-át mutat, ami a helyes időpont. Egy perccel később, amikor ülve kortyolgat, a karóra mutatói a 12-es és 2-es számokon állnak. Kb. 34:14-nél Eszter édesanyja mondja Bordásnak, hogy 16 éves volt, amikor Eszter született (a nagy kitárulkozásban nem említi az ikerszülést), aki most volt 18 éves. Tehát az anyuka most 34 (1-2 évvel idősebbnek néz ki (a valóságban az édesanyát alakító Gór Nagy Mária a forgatás előtt nem sokkal lett 60 éves)). Bordás kb. 38:37-nél és 38:47-nél őrmesternek szólítja a törzsőrmesteri rangban lévő Kende Krisztát. |
| 1x08 | Az 1x08. részben kb. a 19. percnél Otyó, Johnny és Pircsi a Váci úton járőröznek a gépkocsival, amikor kiszúrják Pepét, aki egy lakótelepi mellékutcában lévő üzlet üvegét töri be, amit a Váci útról lehetetlen észre venni. Kb. 30:30-nál Bordásék megjönnek az éjszakai tömegverekedésből, miután Alter kimegy az öltözőbe telefonálni, melynek ablakain nappali fény szűrődik be. Majd Erika hívja a parancsnokiban tartózkodó Bordást mobilon, mialatt Bordást az ablak felől, oldalról ér erős nappali fény. Amikor Erika megérkezik, már újra éjszaka van. Kb. 42:47-nél Zsuzsa őrmesternek szólítja a törzsőrmesteri rangban lévő Kende Krisztát. |
| 1x09 | Az 1x09. részben amikor Altert felrobbantották, nem tűnt fel senkinek, hogy odajött a furgon (sofőrrel), de amikor Alter beszállt, már nem volt ott a sofőr. Kb. 14:58-nál Kriszta benyit a parancsnokiba Móriczért (ahol Gergő és Bordás beszélget), közben a háttérben látszik Kálmán, amint beszélget két rendőrrel. Aztán kb. 22:42-nél Kálmán bejön az épületbe, és kérdi a pultnál lévő Móricztól, hogy mi a fene van velük, már egy órája próbálja őket felhívni, aztán Kálmán álla leesik, amikor megtudja, hogy Altert felrobbantották. Mike és Béka a parancsnokiban olyan kamerát talált, melynek képeit a nézők soha nem láthatták. Azt nem láttuk, vajon olyan kamerákat találtak-e, melyek képeit gyakran láthattuk (a parancsnoki bejáratával átellenes fal előtt lévő szekrényről szedtek le kamerát, viszont a nézők a bejárati ajtótól jobbra lévő falon/falban lévő kameráról láthattak képeket). |
| 1x10 | Az 1x10. részben kb. 34:35-nél Kálmán és Edit beszélgetnek, amiből kiderül, hogy Kálmán 3 éve egy kortyot sem iszik. Az 1x05. részben kb. 36:25-nél Móricz 4 évet mondott Bordásnak Kálmánról. Kb. 40:02-nél a megfigyelő monitorján láthatjuk, amint Zsuzsa keresi a mikrofonokat és kamerákat a lakásán, miközben a megfigyelő monitorján a dátum 2007. július 13. (legutóbb 2007. július 26-a volt, ami óta már eltelt pár nap). |
| 1x11 | Az 1x11. részben kb. 19:00-nál Bordás és Zsuzsa találkoznak, verőfényes napsütésben. Előtte, amikor Kriszta, Pircsi és Johnny járőrbe mentek, illetve később, pl. amikor Bordás leordítja Móriczot a kutyakennelnél, szemerkél az eső. Bordásék dzsekiben vannak. Legutóbb még július végét írtunk, tehát vagy ugrottunk hirtelen kb. 2 hónapot az időben, vagy az ősszel felvett jelenetek ruházata nincs szinkronban a sorozatbeli évszakokkal (augusztusban verőfényes napsütésben ritkán viselünk kabátot). Kb. 34:38-nál, amikor Bordás benyit és bemegy az öltözőbe, az első évadban még kint elhelyezett falióra egyik mutatója a 4-esen van. Amikor kijön az öltözőből, már 6:10 percet mutat (ez kb. 35:55-nél látszik). |
| 1x12 | Az 1x12. részben többször láthatjuk az őrs állományának egyéb tagjait is. Ezen epizód a bevezető után egy eligazítással kezdődik, ahol kb. 7:21-nél látható felsorakozva az aznapi állomány: figyeljük meg bal oldalon a Szivar melletti rendőrkollégát, aki kb. 8:39-nél is látható, amit az eligazítás végeztével elhalad Johnny mögött (Johnny egyébként Szivar mellett állt). Ebben a részben többször látható még, pl. amikor 42:41-kor közlik az állománnyal, hogy Alter nem halt meg. Ekkor a rendőrkolléga hátul a pult mögött, Otyó és Móricz között áll, néha Kriszta takarásában. Ugorjunk egy kicsit az időben: 2x17. részben 16:51-nél Otyó és Johnny egy furgonban feketemunkásokat talál. Amikor a sofőr kinyitja a furgon hátsó ajtaját, kinek az arca köszön vissza a képernyő jobb oldalán? Egyébként az 1x01. részben kb. 11:01-nél is látható a háttérben a Dühös teraszán üldögélve, amikor Kocsisék szeretnének elkapni egy drogdílert, de Pircsi egy igazoltatással meghiúsítja az akciót. Apropó Dühös: a második évadra "picit" átalakult. Az 1x12. részben kb. 3:30-nál Kriszta törzszászlósnak mondja Johnnyt, amit Kolonics meg is ismétel. |
| 1x13 | Az 1x13. részben Kocsisék rendőrautója ua., mint ami az őrsé volt még a Skoda előtt (ez nem baki). A történet szerint a túszejtés márciusban történt, miközben több alkalommal látszik, hogy a fák erősen lombosak. Kb. 2:25-nél Kocsis lelőhette volna Törököt, aki kb. 2 méterre volt tőle, és miközben Kocsis már ráfogta fegyverét, Török a sajátját össze-vissza tartotta 2 másodpercig. Kb. 20:27-nél Vári József százados túsztárgyaló vázolja és mondja Bordásnak a részleteket a benti helyzetről. Lerajzolja és el is mondja, hogy hol vannak a gyerekek, holott előzőleg ő maga hozta ki őket, és bent már csak Natasa, a tesi tanár és még 3 felnőtt ember maradt (akik közül kettő minimum középkorú). Kb. 32:20-nál Zsuzsa felháborodva mondja Kolonicsnak, hogy egy kamerát talált a lakásában (abban a szituációban egyértelműen kellett mondania a számot, azaz, hogy egy darabot talált). Korábban az 1x11. részben kb. 21:26-nál Bordásnak újságolja, hogy megtalálta a harmadik kamerát is. |
| 1x15 | Az 1x15. részben kb. 11:43-nál amikor Pircsi az asztalon ülve beszél, belóg a mikrofon (a parancsnoki ajtajától jobbra a 2. ablak fölött látszik). Kb. 12:03-nál amikor Kolonics megérkezik, a falióra 8:10-et mutat. Pár perccel korábban is ennyit mutatott, amikor Szivar megérkezett kb. 7:20-nál. Kb. 14:06-nál Kriszta mondja Kolonicsnak, hogy néhány hete azt ígérte neki, ha jelent az őrsről, akkor kommandós lesz. Ez még júliusban volt, tehát most néhány hét múlva max augusztus vége körül van, viszont mindenki kabátot hord. Kb. 22:10-nél Vanda mondja Maleknak, hogy 3 évig áltatta őt. Tehát már 3 éve ismerik egymást (azaz 2004 óta). Később a 4. évadban megtudjuk, hogy Alter kb. másfél évvel a 4. évad idejéhez képest (ami 2010) szervezte be Vandát, és Malekra is ekkor állították rá (a másfél év akkor sem stimmelne, ha Vanda Malekot csak most ismerte volna meg). Kb. 23:30-nál amikor Kolonics és Zsuzsa a Teve utcában beszélgetnek az aulában, bal oldalról gyanúsan nappali fény szűrődik be, viszont amikor felérnek a lifttel, már sötét van kint. Kb. 25:29-nél Kolonics titkárnője is ezredesként említi Bokrost, aki a második évadtól "lett" tábornok, hiszen egyébként nem egy tábornok intézné pl. Kriszta rendkívüli szabadságolását a testőrködés idejére (hanem egy ezredes). Hogy az első évadban Bordás, Móricz és más rendőrök is ezredesként szólítják, betudható annak, hogy amikor őket tanította az iskolában, még ezredes volt, de egy titkárnő aligha engedheti meg magának, hogy egy tábornokot ezredesként említsen, főleg egy számára nem bizalmas embernek, azaz nem Kolonicsnak, hanem Zsuzsának. Kb. 33:55-nél amikor Gergő benyit a parancsnokiba, az ablakból nappali fény szűrődik be, és ekkor Pircsi már szolgálatban van, azaz Kriszta visszahelyeztette (Kolonicsra hivatkozva). Közben Krisztát már sötétben veszi fel Alter, illetve a filmben még egy korábbi jelenetben is már sötét van, az említett Teve utcai Kolonics - Zsuzsa beszélgetésnél, amikor a titkárnő szól Kolonics helyett Zsuzsának, hogy Kriszta szabadságolása engedélyezve lett. Tehát vagy Bokros szólt későn Kolonics titkárnőjének, vagy a titkárnő későn Kolonicsnak, vagy Pircsit a szolgálati idő kellős közepén helyezte vissza a szolgálatba Móricz (tehát nem az esti műszak kezdetekor, vagy nem is másnap reggel), vagy megint nem figyeltek a felvételeknél, hogy éppen nappal van-e vagy már sötét. Kb. 34:21-nél Gergő mondja Móricznak, hogy Bordás másfél hónapig volt itt (2007. júliusában helyezték ide), azaz most éppen augusztus közepe (maximum vége) van, közben az elmúlt 5-6 részben már mindenki mindig kabátot visel, ahogyan most is Gergő. Zsuzsa egyébként reggel fehér blúzt és sötét kosztümöt vett fel illetve fülbevalót. Napközben amikor az állománnyal találkozik az őrsön illetve este, amikor a Teve utcában Koloniccsal beszélget, még ez a ruha van rajta, majd később, szintén aznap este, amikor Bordásnál van, már piros pulóverben és fülbevaló nélkül látható, majd ezután pedig, még mindig aznap este, amikor kinyomozza, hogy hol lakik Béka, már megint fehér blúzban és sötét kosztümben illetve fülbevalóval látható. Másnap amikor figyeli Békát a kocsijában ülve, fehér kabátot visel a piros pulóveren, amikor viszont elhalad a rejtekhely előtt, már a fehér kabát nincs rajta (ez azért furcsa, mert valószínűtlen, hogy Béka követése közben egy hosszú kabátot le tud magáról venni vezetés közben). |
| 1x17 | Malek jól tudja, hogy az irodát is lehallgatják (következtethet abból, hogy ha a parancsnokit lehallgatják, akkor biztosan az irodát is). Ennek megfelelően a túszdráma végén felvételről játssza a beszélgetést, hogy Kolonicsék azt higgyék, hogy ő ül Bordás helyén. Azonban Malek Bordást és Móriczot ugyanitt utasítja ruházatuk cseréjére, tehát Kolonicsék a szerepcseréről tudtak. Ami még érdekesség (nem baki), hogy Kolonicsék tudták, hogy Maleknál kalasnyikov van, ennek ellenére Malek a kommandósokat simán le tudta szedni, az ugyanott ülő Bordásékat, akik viszont semmilyen védőruhát nem viseltek, egy golyó sem találta el. A túszdráma végén, már az őrs előtt, Bordás minden mozdulatot a jobb kezével végez, (támaszkodik Erikára, bezárja a kocsi ajtaját, támaszkodik, amikor leül a hordágyra, kezet fog a kollégákkal), holott a jobb kezébe kapta az injekciót, ami lelassította. Kb. 42:25-nél Kolonics mondja Bordásnak, hogy egy hónap alatt egyszer sem tudta őt felhívni. Azaz az első évad elvileg 2007 októberével zárult. |
| 2x01 | A 2x01. részben kb. 15:19-nél Kálmán mondja Gyulának, hogy egy éve már leszállt a piáról (korábban ugyanez 3 illetve 4 év volt). Kb. 34:00-nál, amikor a HIV fertőzött férfi felesége bejön az irodába Otyóékhoz, Otyó válla fölött belóg a mikrofon. |
| 2x02 | A 19. részben (2x02) Alter egy Skoda Roomsterrel érkezik, Bordással beszélgetnek és mikor bemennek az őrsre, már egy Skoda Fabiából szállnak ki. Kb. 40:44-nél Kálmán kétszer is alezredesnek mondja Gergőt, holott már az 1x02. részben kb. 28:58-nál megtudhattuk Johnnytól, amikor szólt Bordáséknak, hogy Gergő érkezik az őrsre, hogy Gergő ezredes. Kb. 45:23-nál látható Bordás autója KRN-578 rendszámmal. Az első évadban ugyanilyen autója volt (szín, márka...), de KMF-256 rendszámmal (látszik pl. az 1x05. részben kb 21:00-nál). Demsa X5-sének rendszáma IDT-393 (látszik kb. 46:48-nál). Kolonics ugyanezzel az autóval érkezett a túsztárgyalásra az iskolához az 1x13. részben kb. 8:21-kor. |
| 2x03 | Mikor a 20. részben (2x03) Demsa az X5-össel viszi a lányát az iskolába, a képernyő jobb felső sarkában látható napellenzőn tisztán kiolvasható a "POLICE" felirat. Ezek szerint a főgengszter rendőrautóval kocsikázik? Kb. 7:18-nál Mike 4. évadbeli kis szürke autóját (EZS-374) igazoltatják, amin már most is rajta van a jobb első kerék fölötti horpadás. |
| 2x04 | A 2x04. részben kb. 14:43-nál, amikor a gépkocsis járőr a mutogatósért megy, akkor minden csupa hó, amikor kb. 32:19-nél megérkezik a kerületi járőr a mutogatósért, akkor minden csupa száraz. Kb. 23:45-nél Petár mondja Bordásnak, hogy te semmit nem változtál. Erre Bordás válaszul, hogy szerinte 40 fölött az ember már nem változik. Mire mondhatta ezt, amikor ő még csak 35 éves (max 36)? (Ezt az 1x02. részben kb. 30:34-nél tudhattuk meg, amikor Gergő megkérdezte Bordást, hogy hány éves.) |
| 2x05 | A 2x05. részben 7:32-nél Kálmán azt mondja, hogy tegnap volt egy éve, hogy az öreg (az előző örsparancsnok) meghalt (az epizód 2007 november–december környékén játszódik), az 1x01 részben Bordás és Móricz első találkozásánál Móricz megemlíti, hogy az öreg júniusban halt meg; tehát most az öreg halálának nem az egyéves, hanem legfeljebb a féléves fordulója lehet. Kb. a 25. percnél amikor Otyó és Kriszta a járőr kocsiban van, akkor minden csupa hó, amikor észreveszik a virág tolvajt, akkor és kiszállnak miatta a kocsiból, akkor minden teljesen száraz minden. Kb. a 40. percnél Johnny és Anita beszélgetnek: Anita mondja Johnnynak, hogy legalább 10 éve nem látták egymást, mert az 5 éves érettségi találkozón Anita nem volt ott. Tehát most a 10 éves találkozót szervezik, azaz elvileg Johnny és Anita most 28-29 évesek. Anita viszont 1970. november 11-én született (ez látszik a 2x04. részben kb. 10:44-nél), azaz Anita most 37 éves. Kb. 41:44-nél azt is megtudhatjuk, hogy Anita szülei (akikről a 3. évadba derül ki, hogy csak a nevelőszülei voltak) már meghaltak, de valamiért nem említi meg a külföldön élő apját, aki később a 3. évadtól fontos szereplője lesz a sorozatnak. |
| 2x06 | A 2x06. részben kb. 12:36-nál Bordás azt mondja, hogy két hónapja látott egy ügyvédet fejbe lőve, ami tetszett neki. Dr. Kirnerre gondol, akit az 1x11. részben öltek meg, de Bordás a holttestet nem látta, mert csak az 1x12. részben mondják meg neki, hogy Kirnert megölték. |
| 2x07 | A 24. részben (2x07), amikor Kálmán bá beszélni akar Szabó ezredessel, rögtön az ajtó melletti hamutartóba dobja a cigijét, beszélgetés közben nem gyújt rá, mégis, mikor a beszélgetésnek vége, és megy vissza, akkor szív egyet a cigijébe. De honnan van cigije? |
| 2x08 | A 2x08. részben kb. 13:25-nél Johnny apja Johnny nővéreit említi, holott Johnnynak 3 húga van (1x04. részben kb. 16:40-nél). Kb. 17:00-nál Pircsi és Otyó sétálnak a járdán, amikor másodszorra halad el mellettük a másik irányba ugyanaz a két járókelő. Kb. 38:58-nál vége az aznapi szolgálatnak, az őrs faliórája 7:10-et mutat. Ezután Kriszta belép a Dühös ajtaján, ahol a bejárati ajtónál lévő falióra 6:10-et mutat (kb. 40:34-nél). Ez kb. 42:09-nél is látszik, amikor Edit kiviszi az italt Krisztának. Itt az ideje szót ejteni a sorozatbeli dátumról is. Az első évad után 2 hónap telt el (pl. 2x01. részben kb. 17:30-nál Bordás mondja Kolonicsnak), azaz most elvileg 2007. decembere van. Amikor Johnny beszélget az apjával, az apa megkéri Johnnyt, hogy Karácsonyra menjen haza, azaz még 2007. decembere van most is (ez egyelőre nem baki, csupán információ). Ennek az epizódnak az elején, amikor Johnny életet ment és utána beszélget az apjával a környék havas, amikor kb. 23:53-nál Bordás Mike-al beszélget az utcán, a környék teljesen száraz, késő őszies időben van, amikor Bordás Denisel beszélget a kocsijában (kb. 28:53-nál) megint minden csupa hó. Az epizód végén a lövöldözés után a gengszterek bemennek az egyik mellékszobába, de hogy onnét hogyan szöknek meg, az nem derül ki. Bordás azt mondta Krisztának, "én megnézem mi van fenn", de a lakás ablakán vízszintes lécekből álló, kb. fejmagasságú kerítés látható (tehát nem erkély), valamint a menekülés irányában világos szárú száraz növény, zöld fű, és a már említett léckerítés sejlik fel, ami egy kertet feltételez. Valójában tehát egy földszinti helyiségben voltak. |
| 2x09 | A 2x09. részben kb. 5:45-nél a reggeli eligazítás folyik, ami 7 óra körül szokott történni. Az őrs faliórája 3:10-et mutat. |
| 2x10 | A 2x10. részben kb. 35:52-nél Juli mondja Bordásnak, hogy Bokros Kálmán ezredes helyezte az őrsre, aki tehát még mindig ezredes, és a későbbiekkel ellentétben nem Károly. |
| 2x11 | A 2x11. részben kb. 37:12-nél indul el Bordás, Denise és Kitty nappali fényben Kriszta lakásához. Mire a metróhoz érnek, hogy Kittyt kitegyék, már teljesen besötétedett (37:47-nél). Ezután a nappalok és éjszakák folyamatosan váltják egymást: elvileg este van, de kb. 41:10-nél Kriszta lakásának ablakán nappali fény szűrődik be, kb. 41:52-nél Demsa lakásának ablakain is (több helyen is jól látszik), illetve Kolonics irodájában is (ez is látszik több helyen is, hogy Kolonicsot hátulról ér fény, azaz az ablak felől, és nem felülről a lámpa felől). Kb. 45:40-nél Miller irodájának ablakán szintén nappali fény szűrődik be. |
| 2x12 | A 2x12. részben kb. 34:58-nál Demsa elmondja a sötét belső kárpitozású és sötét biztonsági övvel rendelkező autóban ülő Savigninek, hogy hol a találkahely. Kb. 37:44-nél amikor megérkeznek a találkahelyre, az autó belső kárpitozása és a biztonsági öv is világos színű. Az epizód végi szereplő listában Kocsis és Gergő neve, valamint Légiós és Lacroix neve fel vannak cserélve. |
| 2x13 | A 2x13. részben kb. 10:18-nál Bordás és Miller sapka nélkül szalutál. Kb. 41:24-nél Bordás autójának rendszáma KYP-390 (ki lehetett volna nyomtatni és felrakni a korábbi KRN-578-at vagy még inkább az első évadbeli KMF-256-ot). Az epizód végi szereplő listában Végvári Andrea és Garami neve fel vannak cserélve. |
| 2x14 | A 2x14. részben kb. 11:12-nél a zöld járőrautó rendszáma KUG-006, kb. 25:09-nél, amikor Kriszta és Otyó járőröznek, KST-942 (ez volt korábban is, pl. a 2x11. részben kb. 17:23-nál), majd kb. 33:06-nál, amikor Kriszta és Otyó kiérnek a helyszínre (a focibolondhoz), újra KUG-006. A Bokros rejtély megoldása: kb. 31:28-nál tudjuk meg Gergőtől, hogy Bokrost előléptették tábornokká. |
| 2x15 | A 2x15. részben kb. 22:22-nél, amikor Marát behozzák az őrsre, a falióra 3:10 percet mutat. Ezután kihallgatják, eltelik elég sok idő, majd kb. 29:54-nél a falióra még mindig 3:10 percet mutat. Kb. 30:50-nél, amikor Kálmán bemegy a Dühösbe, már délután kell legyen, de a Dühös faliórája 8:30-at mutat. Kb. 33:47-nél Kálmán azt mondja, a Papát már a 60-as években is kerestük (Kálmánék), mert el akarta kapni az öreg. De Kálmán 1996-ban szerelt le (1x03. rész, kb. 16:25-nél), és 26 évet volt állományban (1x02. rész, kb. 11:45-nél, később 24 évet mondott a 4x08. részben kb. 31-57-nél), azaz Kálmán 1970-ben kezdte a rendőri pályát. |
| 2x16 | A 2x16. részben kb. 12:34-nél van az eligazítás, a falióra 7:10 percet mutat, holott kb. 8:35-nél Móricz azt mondta, hogy negyed nyolc van, és azóta eltelt néhány perc. Kb. 21:30-nál látható a fehér kombi járőrautó KFB-833-as rendszámmal, Pircsi és Otyó ülnek benne. Később kb. 24:51-nél ugyanez a járőrautó KVZ-324 rendszámú, majd kb. 34:01-nél újra KFB-833. Kb. 27:48-nál Bordás karórája 4:10 percet mutat miközben mondja, hogy majd délután lesz egy sajtótájékoztató (amikor már most délután van). Kb. 28:39-nél a 2. és a 3. mécsesnek rövid kanóca van, de amikor Pircsi meggyújtja őket, már hosszú. |
| 2x17 | A 2x17. részben kb. 23:40-nél Kolonicsnak még mindig két hete van eredményt felmutatni a Demsa ügyben, holott kb. egy héttel korábban is két hete volt. Kb. 38:39-nél a falióra 10:10 percet mutat, amikor már rég délután van, és korábban már volt 11:30 perc is és 14:10 perc is. |
| 2x18 | A 2x18. részben kb. 06:25-nél látható a zöld járőrautó KST-947 rendszámmal (korábbi epizódokban KST-942 volt), majd kb. 34:25-nél ugyanez a zöld járőrautó KUG-054 rendszámú (korábbi epizódokban KUG-006). Az évad elején egyébként a fehér nem kombi járőrautó rendszáma KAF-071, ami az első évadban még KAF-081 volt. Kb. 17:32-nél Kolonics irodájában csöng a telefon, Kolonics felveszi, de a telefon még egy picit tovább cseng. Kb. 28:15-nél Alter kétszer egymás után veszi le a szeméről a védőszemüveget és tolja a feje tetejére. A távoli kamerában a feje tetején van a védőszemüveg, a közelin a homloka tetején. Kb. 36:22-nél látható, hogy Mike autójának hátsó ülésén ül valaki (elvileg senki). Kb. 38:07-nél a Móricz mögötti falon lévő kis méretű képen tükröződik a mikrofon. Kb. 45:36-nál látható a Demsa által állíttatott fejfa Bordás számára, amiből kiderül, hogy Bordás 1968-ban született, és hogy már 2008-at írunk. Az 1x02. részben kb. 30:34-nél Bordás 35 évesnek vallotta magát Gergő kérdésére. |
| 2x19 | A 2x19. részben az epizód eleji főcímnél Julit (Kéri Kittyt) lehagyták. Kb. 9:17-nél a falióra 3:15 percet mutat, majd kb. 14:21-nél 10:10 percet. Kb. 37:21-nél amikor megérkezik a Papa, a háttérben ott áll Pötyiék (Kékesi) szürke Toyotája GIG-956 rendszámmal (ebben a jelenetben csak a GIG része látszik a rendszámnak). Pötyiék autója korábban pl. a 2x14. részben látható kb. 15:40-nél. |
| 2x20 | A 2x20. részben az epizód eleji főcímnél Julit (Kéri Kittyt) lehagyták. Kb. 6:02-nél 2:10 percet mutat a falióra, majd kb. 10:09-nél Kálmán karórája 7:55 percet mutat. Kb. 21:01-nél egy újabb fehér járőrautó jelenik meg ebben az évadban KAF-182 rendszámmal. Kb. 29:45-nél látható Mike világosszürke autója KYP-347 rendszámmal (korábban KKF-808 rendszámú volt). Kb. 41:24-nél Denise megérkezik taxin, aminek a rendszáma EBV-118. Korábban a 2x17. részben kb. 14:28-nál Szivar is ezzel a taxival érkezett (pl. a 4x03. részben is látható ez a taxi kb. 22:29-nél, de ekkor már másik taxitársaság égisze alatt). Kb. 44:35-nél belóg egy pillanatra a mikrofon. Kb. 47:11-nél látható egy laptop egy felhasználónévvel, ami egyik szereplőhöz sem passzol. Az évad befejezésének dátuma nem egyértelmű, legutóbb karácsony előtti időpont azonosítható (2x08. rész), majd a 2x18. részben már 2008-at írunk. A szereplők ruházatából ítélve kb. február lehet, bár azt nem tudni, melyik epizódban telt el ez az 1-2 hónap csak úgy. Az utolsó epizódnak a végén ugrottunk egy hónapot, azaz a 2. évad valamikor március körül záródhatott (ruházatok alapján). |
| 3x02 | Kriszta az új kolléga, Miklós kérdésére azt válaszolja, hogy 3 éve dolgozik az őrsön, holott előbb ott volt, mint Bordás, aki az 1x02 részben 35 évesnek mondja magát Gergő bácsinak, a temetőben a második évad vége felé Demsa megmutatja Bordásnak a fejfáját, amin 1968-2008 felirat van, tehát Bordás 40 éves |
| 3x03 | A 3x03. részben kb. 15:30-nál Pircsi azt mondja, hogy először dicsérte meg Móricz, holott Móricztól már a 2x09. részben is kapott egy őszinte dicséretet. |
| 3x04 | A 3x04. részben kb. 23:18-nál Miklós jelenti Pircsinek és Johnny-nak, hogy egy ember ki akar ugrani a 3. emeletről, amikor Johnny-ék a helyszínre érnek, akkor kb. 30:24-nél a házmester már a 6. emeletet említi. Kb. 44:20-nál, amikor Bordás chatel, akkor a chat reggel 7 óra 43 percet jelez, miközben a cselekmény délután játszódik. |
| 3x06 | A 3x06. rész végén a stáblistán a Sanyit alakító Urbán Tibor tévesen Urbán Viktorként van feltüntetve. |
| 3x11 | A 3x11. részben kb. 24:13-nál Miklós hadnagyként nevezi meg Károlyit, kb. 30:23-nál Bordás már századosként nevezi meg, a 3x13. részben kb. 33:15-nél Móricz ismét hadnagyként. Kb. 36:20-nál Móricz felháborodva kérdezi Johnny-tól, hogy "Ki az a Sándor Imola?", miközben kb. 27:00-nál Juli már említette neki. Kb. 38:15- nél Sándor Katalin őrmesternek szólítja a törzsőrmesteri rangban lévő Kende Krisztát. Kb. 40:28-nál Sándor Katalin megkérdezi Julitól, hogy nem baj-e ha nem hideg az ásványvíz. A jelenet már ősszel játszódik, az emberek őszi ruhát hordanak, tehát ilyenkor az ember amúgy sem kívánná a hideg vizet. |
| 3x13 | A 3x13. részben kb. 23:45-nél a meglőtt lány apja azt mondja, hogy a lányának ősszel lett volna az esküvői lakodalma, majd Pircsi megnyugtatja, hogy ősszel meg lesz a lakodalom, miközben ennek az epizódnak a jelenetei már erősen őszies környezetben játszódnak, viszont a klinika környéke meg havas, ami megfigyelhető kb. 39:37-nél, meg kb. 43:40-nél. Kb. 41:05-nél, amikor Sajdikot a gödörhöz viszik, akkor a háttérben sárgarigó füttyöt lehet hallani, miközben a sárgarigó ősszel már régen elköltözött. |
| 3x15 | A 3x15. részben kb. 44:10-nél amikor Bordás és Kálmán beszélget Edittel kapcsolatban, akkor Bordás azt mondja, hogy Edit fél éve nem űzi a prostitúciót. (Az epizód 2008 október–november környékén játszódik). A 2x01. részben, ami 2007 november környékén játszódik, akkor ott Edit már szintén nem űzi a prostitúciót, tehát Edit már 1 éve normális életet él. |
| 3x16 | A 3x16. részben kb. 31:10-nél, amikor Mészáros megérkezik a tanyára, akkor több alkalommal lehet sárgarigó füttyöt hallani, miközben már erősen ősz van. Kb. 37:10-nél Kálmán megkérdezi Papától, hogy emlékszik-e arra a három rendőrre, akik tavaly elkapták őt. Az említett akció a 2x19. részben volt, ami kb. 2008 március elején játszódott, ez az epizód kb. 2008 november elején, tehát még nincs 1 éve se, hogy a Papa találkozott a rendőrökkel. |
| 3x17 | A 3x17. részben kb. 36:54-nél Otyó azt mondja Pircsinek, hogy kedden lesz fél éve, hogy járnak. Ők a 2x09. részben jöttek össze igazából, ami még 2007 karácsonya előtti időszakban játszódott, ez az epizód 2008 november környékén tehát ők már egy éve járnak. Az epizód végén vágási hibák történtek: 49:12-nél bevágnak egy jelenetet, amiben Móricz Végvári Andreával intézi az anyjával kapcsolatos ügyeket, miközben 19:15-nél már mindent elintéztek, ezt követően 49:24-nél a klinika portása közli, hogy Szvetlanát egy orosz barátnője látogatja meg, vagyis Juli, ennek a jelenetnek kb. a 20 percnél kellett volna jönnie, ráadásul közvetlen az említett jelenetek előtt van egy szexshopnál játszódó jelenet, amiben két olyan szereplő van, akik csak ebben a jelenetben szerepelnek, ráadásul a jelenet egyáltalán nem illik bele az epizód cselekményébe. |
| 3x18 | A 3x18. részben kb. 7:20-nál Mike a Zöld Csaba által alakított bűnözőt véletlenül Mészárosnak nevezi, akinek a sorozatban valóban Mészáros a neve, viszont a KMCS ekkor még Szekeresként ismeri, ami Mészáros álneve. |
| 3x19 | A 3x19. részben kb. 8:15-nél több alkalommal lehet Sárgarigó füttyöt hallani, miközben a Sárgarigó augusztus elején már elköltözik. Kb. 8:40-nél amikor Bordás távozik az őrsről akkor a környék havas, kb. 24:00-nál amikor Johnny, Mike, Norbert, Kriszta és Juli elindul az őrsről a klinikára akciózni, akkor a környék őszies, majd kb. 27:15-nél amikor Kálmán meghozza Anitát az őrsre, akkor a környék már megint havas. |
| 4x01 | A 4x01. részben több baki és érdekesség is van. Az előző évad utolsó epizódjának újraforgatott zárójelenetével kezdődik. A 3. évad záróepizódjának utolsó jelenetét télen vették fel, tehát Bordás és Kriszta ennek az évszaknak megfelelő öltözetben távozik, de mivel ezt az epizódot tavasszal forgatták itt ennek az évszaknak megfelelő ruhában vannak. Otyó az előző rész zárójelenetében sötét ruhát viselt, itt világosat. Az időre, órákra többször sem figyeltek. Vegyük sorra: Bordásékat lelövik, Juli tűzszerészkedik, megérkezik Bokros és Zsigmond, akik beszélgetnek a többiekkel, majd Bokros elmegy Mikeért a kiképzőtáborba, ahol ők ketten is beszélgetnek. Mike átöltözik és visszamennek az őrsre. Itt a parancsnokiban beszélgetnek, közben megérkezik Móricz. Hármasban is beszélgetnek, amikor Bokrost hívja az NBH, így ő kimegy a parancsnokiból. Mike és Móricz a parancsnokiban beszélgetnek, ekkor kb. 14:26-nál látszik a falióra, ami 7:47 percet mutat (emlékeztetőül: a lövöldözés valamikor délután történt). Ezután Móricz átmegy az öltözőbe és beszélget a többiekkel. Egy következő jelenetben éppen jön befelé, amikor Pircsi írja a felmondását, - Móricz ápolja Pircsi lelkét, ezalatt a háttérben Bokros és Mike a parancsnokiban beszélgetnek. Eztán Bokros kimegy inni egy kávét, Kálmánnal beszélget, majd kiküldi sepregetni. Ekkor érkezik Kolonics. Bokros és Kolonics a parancsnokiban beszélgetnek, amikor Juli behozza a kávét kb. 27:03-nál. Ekkor látszik a falióra, ami az előző faliórás jelenettel szinkronban helyesnek mondható időt mutat: 9:21-et, de a délután történt lövöldözéshez képest még mindig rosszat. Bokros elviharzik, Kolonics beszélget a többiekkel, amikor elhangzik Otyótól, hogy a piros furgon még délben nem volt ott. (Később Miketól megtudjuk, hogy Kolonics déli 12 után volt bent az őrsön.) Ekkor következik Juli e-mailje. Juli külön mondja Kolonicsnak, hogy nézze meg a küldés időpontját. A monitorra a kamera többször is ráközelít, így láthatjuk, hogy a levelet 15:03 perckor küldte el. A faliórás bakik után nézzük a következőt: számoljuk össze, mennyi cselekmény történt a lövöldözés után, és ezek kb. mennyi ideig tarthattak (számos beszélgetés, autókázás...). 30 percnél biztosan több, minimum 1 óra. A levelezőprogram a levél elküldési időpontja mellett jelzi azt is, hogy ez hány perce történt. 27 perce. Tehát 27 perc alatt történt mindaz, ami egyébként minimum egy óra alatt történt. A következő baki nem feltétlenül baki, inkább érdekesség: Kolonics zakóban/kabátban érkezik, majd ez lekerül róla: ekkor a fehér ingén viseli a mindkét vállán átívelő fegyvertartó mellényt. Kb. a 42. percnél, amikor beszélget a többiekkel, már nincs rajta a mellény, majd amikor Kálmánt viszik el a mentők, a háttérben veszi fel a zakóját/kabátját, amikor is már rajta van a fegyvertartó mellény. Közben természetesen felvehette azt is, így tehát ez csak egy érdekesség, csak úgy mint az, hogy a 39. percnél amikor Juli Otyóval vitatkozik a mosdóban, akkor Otyónak van arcszőrzete, 1 perccel később, amikor a nagyszobában vannak már nincs (persze ez alatt az idő alatt akár meg is borotválkozhatott ott az örsön). A 4x01. részben található egy "forgatókönyv írói" érdekesség is: Vandát Alter bemikrofonozza. Alter profi NBH-s/titkosszolgálatis, így tudhatja, hogy egy bájaiból élő nőről bármikor lekerülhet a ruha, főleg amikor bűnözőkkel találkozik. Ennek ellenére pont Vanda melleire kerül a mikrofon, amit természetesen a nézők nem bánnak. (Amikor egy következő részben Pircsi elmegy a hipnotizőrhöz, ő már egy spéci mobilt kap mikrofon és drótok helyett, akárcsak az előző évadban Johnny Ilcsiktől a műtős történésekkor.) Mindenesetre megtudtuk, mi lehet a következménye, ha Alter hibázik, és még ráadásul, többször is jól látható pocakot ereszt :) Kb. 32:45-nél Vanda épp nyitja ki Alter Ladájának ajtaját, amikor az autóban lévő kamerából látjuk a jelenetet; ekkor Vanda mögött belóg a második operatőr. Ekkor még a kocsiajtó ablaka le van tekerve, amikor kb: 32:56-nál szemből látjuk, amint Vanda épp beszáll az autóba, már fel van tekerve. Kb. 43:10-nél Stenonis kérdezi Altertől, hogy mikor beszélt utoljára Bordással, Alter erre azt válaszolja, hogy két hete, miközben az előző részben Bordás azt mondja Kolonicsnak, hogy tegnap találkozott Alterral, miközben a történet szerint mindkét epizód ezen jelenetei ugyanaz nap játszódnak. Amikor Johnny megpróbálja elterelni a figyelmét Bordás és Krista lelövéséről, akkor feldobja témának, hogy beszélgessenek arról, hogy Tóth Lászlót nevezték ki a Szentes vezetőedzőjének, vagy a labdarúgó-vb-ről, hogy nyerjék meg az argentinok. Ezzel csak az a gond, hogy ezek 2010. nyári események, a harmadik évad záróepizódja pedig jóval korábban játszódott, holott a cselekmény ott veszi fel a fonalat. |
| 4x02 | A 4x02. részben kb. 23:20-nál bevágnak egy snittet, amin Mike mászik fel a tetőre, miközben Mike már a tetőn van, és onnét irányítja a többieket. Kb. 47:40- nél Végvári Andrea azt mondja, hogy Kolonics is jelen volt, amikor Bordás azt mondta Andreának, hogy menjen külföldre biztonsági okból. Ez a 3x06. részben történt, de Kolonics akkor nem volt jelen, amikor Bordás figyelmeztette Andreát. |
| 4x03 | A 4x03. részben kb. 14:35-nél Kolonics bejelenti a pontban 10:00-kor kezdődő eligazításon a többieknek, hogy pontban 12-kor vendég érkezik hozzájuk Herceg személyében. Miután Herceg megjelenik, hosszasan beszélget Koloniccsal a parancsnokiban, miközben nem látható egyszer sem a falióra, majd egy következő jelenetben kiderül, hogy Kálmán ismeri Rózsahegyit. Ekkor a fogdából beviszik Kálmánt a parancsnokiba, ahol Koloniccsal és Herceggel beszélget. A falióra ekkor 10:37-et mutat (ez kb. 28:30-nál látható). Kb. 21:43-nál látható Herceg taxija taxióra nélkül. Kb 22:29-nél már van a kocsin taxióra. Kb. 42:20-nál Herceg mobiltelefonja 2010. április 13-át jelez dátumának, amely minden bizonnyal a forgatási nap dátuma, viszont a cselekmény 2009-ben játszódik, mivel az epizódban megemlítik, hogy Herczeg fél évig volt eltűnve, ami a 3x10. részben volt, ami 2008 nyarán játszódott, ráadásul kb. 36:38-nál Johnny említi, hogy Anitát néhány hónapja egy őrült tartotta bezárva a pincében, ami 2008 őszén volt. |
| 4x04 | A 4x04. részben kb. 45:25-nél Alter titokban találkozik Herceggel. Miközben sétál Herceg fehér autójához, a kocsitól balra áll Mike szürke autója, amin tisztán kivehető a jobb első kerék fölötti horpadás (ami látszik pl. a 4x09. részben kb. 14:43-nál, amikor Mike Adyligeten ölelkezik a barátnőjével). A beszélgetés közben Alter azt mondja, hogy Rózsahegyi 11 éve halott, miközben az eggyel korábbi epizódban Kálmán azt mondta, hogy Rózsahegyi 1999-ben tűnt el, és mivel az epizód cselekménye 2009-ben játszódik, az Alter által említett 11 év csak 10 év. Bordás és Alter magázódik, pedig pár résszel ezelőtt Bordás irodájában Alter ajánlotta, hogy miután mostantól sokat dolgoznak együtt, könnyebb lenne, ha tegeződnének. És úgy is lett. |
| 4x05 | A 4x05. rész elején Bordás a parancsnokiban beszélget Alterrel, a falióra 7:04 percet mutat. Max 1-2 óra múlva Bordás a parancsnokiban Móriczcal beszélget, miközben látszik a karórája, melynek egyik mutatója sincs 7 és 12 óra között (ez kb. 8:36-nál látható). Kb. 15:30-nál az Infovadász egyik jelentésénél a 2009. november 27. dátum szerepel, holott az epizód cselekménye 2009 tavaszán játszódik. 17:58-nál Kálmán kimegy hátra a kutyakenelhez, ahol Móricz sepreget. Eleinte a jobb kezével fogja a seprűnyél legvégét, majd hirtelen a ballal, aztán hirtelen megint jobbal (aztán látható módon is váltogatja a fogást, de ez nem másodpercről másodpercre, kameraállásról kameraállásra történik). Kb. 41:48-nál Kolonics, Bordás és Alter beszélget a drogos hipnotizált és lábon lőtt lány anyjával. Kolonics keze hol az asztalon van, tenyerei egymásra rakva (a bal alul), hol az állát támasztja a bal kezével. Ez 44:49-nél is megfigyelhető. Kb. 46:50- nél a pszichológusnál lévő pácienst Mester Szilvia játssza, aki a 3. évad második felében pár alkalommal a klinika egyik nővérét játszotta. |
| 4x06 | A 4x06. részben kb. 13:54-nél Juli épp Kálmánnal bújja az Infovadászt: Kálmán még tanulja a rendszert, Juli már használja. Miközben gépel, és többször egymás után lenyomja a "backspace" billentyűt, a billentyűzet billeg, mivel a jobb oldali lába nincs álló helyzetben, a bal oldali viszont valószínűleg igen. Amíg Juli folyamatosan gépel és magyaráz Kálmánnak, a következő másodpercek egyikében - egy másik kameraállásból - már álló helyzetben van a billentyűzet jobb lába, s ennek megfelelően már nem billeg, amikor a "print screen" billentyűt nyomogatja többször egymás után. |
| 4x07 | A 4x07. részben kb. 17:15-nél Otyó azt mondja, hogy ma 1 éve jött össze Pircsivel. Az epizód 2009 nyár elején játszódik, Otyó és Pircsi meg a 2007-2008 telén játszódó 2x09. részben jöttek össze, tehát már másfél éve együtt vannak. |
| 4x08 | A 4x08. részben kb. 31:57-nél Zsigmond kérdezi Kálmánt, hogy pontosan mennyi ideig is volt rendőr. Kálmán azt mondja, ha a KMB-t is beszámítjuk, akkor pontosan 24 év 6 hónap és 12 nap. Az 1x02. részben kb. 11:45-nél Bordásnak még 26 év 8 hónap és 12 napot mondott (amire még rájön a KMB-s pár hónap). A Ford rendőrautó, amiben ülnek (a nyomtatott rendszáma KAF-081, látszik kb. 32:12-nél), előző életében még Skoda Octavia volt - az első évadban az őrs rendőrautója, a nyomtatott rendszáma látszik pl. az 1x08. részben kb. 43:47-nél. |
| 4x09 | A 4x09. részben kb. 46:20-nál Kálmán és Kriszta jönnek ki az őrsről, miközben a háttérben látszik Mike kocsija, ami pár órával korábban Kecskemét közelében totálkárosra tört. Az epizód végén a színészek listája ua., mint a 4x08. résznél, tehát olyan szereplőket tartalmaz, akik ebben az epizódban nem szerepeltek (pl. Zsigmond), akik viszont igen, őket nem tartalmazza (pl. Bokros). |
| 4x11 | A 4x11. részben 1:15-nél Herceg századosnak szólítja Altert, aki ekkor már rég őrnagy. Kb. 12:30-nál Móricz megemlíti, hogy 2010-et írunk. Az epizódot valóban 2010-ben forgatták, viszont az évadnak elején többször megemlítették, hogy Herczeg fél évig volt eltűnve, ami a 3x10. részben volt, ami 2008 nyarán játszódott, Johnny a 4x03. részben azt mondja, hogy Anitát néhány hónapja egy őrült tartotta bezárva a pincében, ami 2008 őszén volt, a 4x07. részben meg Otyó és Pircsi 1 éves összejövetelüket ünneplik, ami 2007-2008 telén volt, tehát a történetnek 2009-ben kell játszódnia. |
| 4x12 | A 4x12 végén a stáblistán fel van tüntetve Szatmári Attila neve, aki nem ebben az epizódban, hanem a 4x09-ben szerepelt, ott viszont lemaradt a neve a stáblistáról. |